# جوان غوزمان
جوان غوزمان مواليد 1 مايو 1976 في سانتو دومينغو، هو ملاكم دومينيكي يصنف ضمن فئة الوزن الخفيف. حقق بطولة منظمة الملاكمة العالمية. شارك في دورة الألعاب الأولمبية الصيفية.

## إحصائيات
خاض خلال مسيرته 36 نزالا، فاز في 33 وتعادل في 1 وخسر في 1. فاز بالضربة القاضية في 20 نزالا.

## الميداليات
| الميدالية | المسابقة                    |
| --------- | --------------------------- |
| ذهبية     | دورة الألعاب الأمريكية 1995 |

## روابط خارجية
- جوان غوزمان على موقع بوكس ريك (الإنجليزية) (registration required)
- جوان غوزمان على موقع أوليمبيديا (الإنجليزية)